# Aeroporto de Paranavaí
O Aeroporto de Paranavaí - Edu Chaves é um aeroporto localizado em Paranavaí, no Paraná, Brasil.
Atua com três vôos semanais para Curitiba, através da Gol Linhas Aéreas.  

## História
O Aeroporto Edu Chaves de Paranavaí foi inaugurado em 14 de março de 1976 pelo governador Jayme Canet Júnior e pelo prefeito Benedito Pinto Dias. Acompanhado de secretários de Estado, Canet chegou a Paranavaí no dia anterior, depois de percorrer alguns municípios da região para lançar a pedra fundamental do asfaltamento das rodovias estaduais. Ele veio de Paranacity em helicóptero até Paranavaí.
Na edição de terça-feira, dia 16 de março de 1976, o Jornal Diário do Noroeste publicava a reportagem com a manchete: “Mais de 15 mil pessoas na inauguração do Aeroporto de Paranavaí”.
O veículo citava que a construção exigiu “um investimento total de 8 milhões e 344 mil cruzeiros (moeda da época). A terraplenagem e drenagem custaram 4 milhões e 930 mil cruzeiros. A pavimentação custou 3 milhões e 409 mil cruzeiros e o projeto de engenharia  executado custou 5 mil cruzeiros”.
O aeroporto localizado no Jardim São Jorge é o segundo de Paranavaí. O primeiro, com o mesmo nome, não era asfaltado e foi construído no início dos anos quarenta pelo governo do Estado, com o objetivo de receber aviões trazendo compradores de terras para desbravar a região.
O primeiro aeroporto localizava-se paralelo à Avenida Paraná atual. A estação de passageiros era na altura onde se localiza hoje o Fórum Sinval Reis. A cabeceira ia até próximo ao Colégio Estadual atual e seguia passando pelo atual Hotel Sheraton até as proximidades da Escola Fundação Bradesco.
O nome Aeroporto Edu Chaves foi uma homenagem a Eduardo Pacheco Chaves, herdeiro de uma tradicional família ligada à cafeicultura de S. Paulo.
O rapaz de 24 anos e apaixonado por aviões, em 1911 fez o que os garotos ricos da juventude dourada de sua época faziam: foi estudar na França e, por lá, tornou-se amigo e companheiro de grandes nomes da aeronáutica como Alberto Santos Dumont, Roland Garros, Louis Blériot, entre outros. Foi um dos primeiros a realizar um voo entre Paris e Orleans, na França.
De volta ao Brasil foi o primeiro a fazer a ponte aérea Santos-São Paulo, em 09 de março de 1912. Ele faleceu aos 88 anos de idade de colapso cardíaco, num sábado, 21 de junho de 1975, em São Paulo.
A inauguração do novo Aeroporto Edu Chaves foi uma grande festa que reuniu 15 mil pessoas – segundo reportagem do Jornal Diário do Noroeste da época. O próprio helicóptero que transportou o governador Jayme Canet Júnior era uma atração, pois era incomum ver esse tipo de aeronave em Paranavaí. Mas a grande atração mesmo foi o show acrobático do brigadeiro do ar Alberto Berteli, considerado então um mito em acrobacia aérea e conhecido no Brasil inteiro. Nessa época ele morava em Registro-SP, embora a sua base fosse em Piracicaba-SP. Berteli morreu em 1980 aos 66 anos de idade. 

### Anos 1950-1960
O avião era o principal meio de transporte de Paranavaí para outras partes do Estado e do País, especialmente Curitiba, São Paulo e Rio de Janeiro. A cidade era servida por seis empresas de transportes aéreos:
- Real Aerovias Nacionais
- Viação Cruzeiro do Sul
- Viação Aérea São Paulo (Vasp) (que operavam com aeronaves Douglas DC-3)
- Rede Estadual de Táxi Aéreo (Reta, que operava com aeronaves Bonanza)
- Brasil Organização Aérea (Boa) (que operava com aeronaves Cessna 180)
- Serviço de Táxi Aéreo (Seta) (que operava com aeronaves Cessna 180)

No auge do transporte aeroviário, o Aeroporto Edu Chaves chegou a ter 32 aviões baseados, de empresas ou particulares. 

### Década de 2000
A empresa Cruiser Táxi Aéreo, de Curitiba, iniciaram em 13 de agosto de 2001 uma linha aérea ligando Paranavaí, Umuarama e Campo Mourão à capital do Estado.
A linha usara um avião Bandeirante para 14 passageiros. O voo operava às terças, quintas e sábados do interior para Curitiba e às segundas, quartas e sextas-feiras no sentido contrário. A linha partia de Paranavaí às 7 horas, passava por Umuarama às 7h15 e por Campo Mourão às 7h45. A chegada a Curitiba acontecia antes das 9 horas. O voo de volta saia da capital às 19h30, saindo do aeroporto Afonso Pena.

### Década de 2010
Em 7 de agosto de 2019 o Governo do Paraná anunciou o início do programa Voe Paraná, que cria novas linhas aéreas para 12 cidades no estado, incluindo Paranavaí. O novo programa é uma parceria do Governo com a companhia aérea Gol e a empresa de táxi aéreo TwoFlex e visa aumentar o número de voos regionais.
A Gol informou que os bilhetes começam a ser vendidos a partir do dia 2 de setembro e os voos regulares vão começar a partir do dia 22 ou 23 de outubro. 
As aeronaves que farão os trajetos são do modelo Cessna Grand Caravan e tem espaço para até nove passageiros. Curitiba será o principal destino dos voos, mas também vão existir voos ligando as cidades do interior.
Segundo o secretário de Infraestrutura e Logística, Sandro Alex, disse que os novos voos terão passagens com valores mais acessíveis e devem aumentar sensivelmente o número de passageiros no Paraná.